# نادي بروكتون
نادي بروكتون لكرة القدم (بالإنجليزية: .Brocton F.C)‏ هو نادٍ إنجليزي لكرة القدم مقره بروكتون، بالقرب من ستافورد، بانجلترا. هو حاليًا عضو في دوري المقاطعات الشمالية الغربية، القسم الأول، ويلعب في سيلكمور لين في ستافورد.

## سجلات النادي
- أفضل أداء في كأس الاتحاد الإنجليزي: الجولة التأهيلية الأولى، 2013-14.[1]
- حضور قياسي: 362 ضد هيريفورد، دوري الدوري الممتاز، 17 أكتوبر 2015.